# Joseph von Hammer-Purgstalll

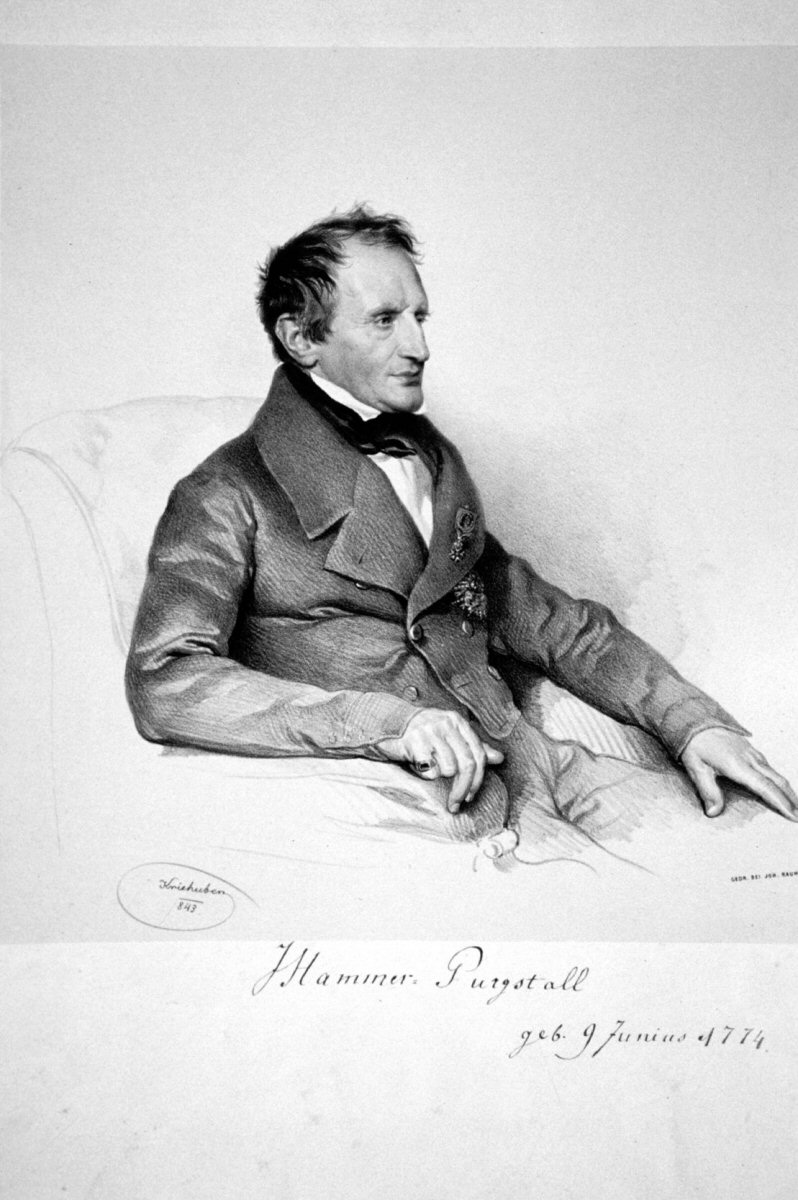
Joseph von Hammer-Purgstall

Joseph Freiherr [Barão] von Hammer-Purgstall (9 de junho de 1774 em Graz - 23 de novembro de 1856 em Viena) foi um orientalista e historiador austríaco.

## Carreira
Durante cinquenta anos, Hammer-Purgstall escreveu prolificamente sobre os mais diversos assuntos e publicou numerosos textos e traduções de autores árabes, persas e turcos. Ele foi o primeiro a publicar uma tradução completa do divã de Hafez para uma língua ocidental. Ao percorrer um campo tão grande, ele se abriu à crítica de especialistas, e foi severamente tratado por Heinrich Friedrich von Diez (1751-1817), que, em seu Unfug und Betrug in der morgenländischen Litteratur, nebst vielen hundert Proben von der groben Unwissenheit des H. v. Hammer zu Wien in Sprachen und Wissenschaften(1815), dedicou a ele quase 600 páginas. Ele também entrou em conflito amigável sobre a origem das Mil e Uma Noites com seu jovem contemporâneo inglês Edward William Lane.
Ele morreu em Viena em 23 de novembro de 1856.

## Obras
A principal obra de Hammer-Purgstall é seu Geschichte des osmanischen Reiches (10 vols., 1827-1835). Entre suas outras obras estão
- "Ancient Alphabets & Hieroglyphic Characters Explained" (1806)
- Geschichte der schönen Redekünste Persiens mit einer Blüthenlese aus zweyhundert persischen Dichtern (Viena, 1818)
- Morgenländisches Kleeblatt (Viena, 1819)
- Constantinopolis und der Bosporos (1822)
- Sur les origines russes (St. Petersburg, 1825)
- uma tradução em inglês (1834) dos dois primeiros volumes do diário de viagem de Evliya Celebi Seyahatname
- The History of the Assassins trans. O. C. Wood (London, 1835),  uma tradução em inglês de Die Geschichte der Assassinen aus morgenländischen Quellen (Stuttgart und Tübingen, 1818)
- Geschichte der osmanischen Dichtkunst (1836)
- Geschichte des osmanischen Reiches, 10 vols., Pesth, 1827-35.
- Geschichte der Goldenen Horde in Kiptschak (1840)
- Geschichte der Chane der Krim (1856)
- an unfinished Litteraturgeschichte der Araber (1850–1856)
- a four-volume biography of Melchior Cardinal Khlesl titled Khlesls, des Cardinals Leben. Mit der Sammlung von Khlesls Briefen und anderen Urkunden (4 vols., 1847–1851).

Para uma lista abrangente de suas obras, veja: Schlottmann, Constantin. Joseph von Hammer-Purgstall, Zurique, 1857.